# Tiburones de La Guaira
Los Tiburones de La Guaira son un equipo de béisbol venezolano perteneciente a la Liga Venezolana de Béisbol Profesional. Han tenido como estadio local desde su fundación en 1962 hasta 2019 (con excepción de la temporada 1975-76) al Estadio Universitario, y desde 2020 al Estadio Jorge Luis García Carneiro, en Macuto. Desde 2023, el propietario y presidente de la Junta Directiva es el empresario naviero Wilmer Ruperti,Alberto Barroso Vicepresidente de la Junta Directiva, Roberto Mirabal Acosta, Presidente Ejecutivo, Francesco Ruperti y Elías Saba Directores de la institución, Alberto Díaz Gerente General y Luis Sojo Gerente Deportivo.

## Historia

### Origen del equipo
El 31 de octubre de 1962, nace la franquicia, siendo la temporada 1962-1963, la que vio nacer a los Tiburones de La Guaira. Con el nacimiento de Tiburones, desapareció la franquicia Licoreros del Pampero que existía desde el 1956 y que el empresario Alejandro Hernández vendió por la simbólica suma de un bolívar a José Antonio Casanova, quien era el mánager del Pampero desde la temporada 1961-1962,  convirtiéndose en el primer mánager de La Guaira. Sin embargo, Casanova no disponía de los recursos monetarios suficientes como para financiar la franquicia, así que decidió aliarse con un grupo de personajes y empresarios venezolanos entre los cuales destacan: Pedro Padrón Panza, Manuel Malpica, José Antonio Díaz, Jesús Morales Valarino, Mario Gómez y Pablo Díaz. En un principio el equipo se iba a llamar Santa Marta, en honor al famoso conjunto del litoral central de nombre homónimo, solo que Pedro Padrón Panza, uno de los socios del club, planteó la idea de bautizarlo como Tiburones de La Guaira, porque todos los dueños eran de esa ciudad. Entonces la divisa comienza a participar en la Liga Venezolana de Béisbol Profesional bajo el nombre oficial de los Tiburones de la Guaira B.B.C. En su primera temporada logra obtener una marca de 23 juegos ganados y 19 perdidos, pero no logra llegar a la semifinal.
El equipo fue dirigido por Casanova hasta 1965 (queda campeón en su última temporada). Una vez retirado Casanova, el empresario nativo de La Guaira, Pedro Padrón Panza, adquiere la franquicia; siendo uno de los fundadores originales, compró todas las acciones para convertirse en el único propietario.

### La época de gloria
A partir del título de 1965 tuvieron jugadores de renombre como: Luis Aparicio miembro del Salón de la Fama del Béisbol, Ángel Bravo, José Herrera, Elio Chacón, Enzo Hernández, Dámaso Blanco, Graciano Ravelo, Oswaldo Blanco, Remigio Hermoso, Ángel Hernández, entre otros. Los salados establecieron un gran dominio de la Liga Venezolana de Béisbol Profesional llegando a siete finales en ocho años, siendo éstas en las temporadas de 1964-1965 contra Leones del Caracas final jugada a cinco partidos (ganó 4-1), 1965-1966 contra Industriales de Valencia final jugada a cinco partidos (ganó 4-1), 1966-1967 contra Leones del Caracas final jugada a cinco partidos (perdió 2-3), 1968-1969 contra Tigres de Aragua (ganada), 1969-1970 contra Navegantes del Magallanes final jugada a tres partidos (perdió 0-3), 1970-1971 nuevamente contra Magallanes final jugada a siete partidos (ganó 4-3) y 1971-1972 contra Tigres final jugada a siete partidos (perdió 3-4); y obteniendo así 4 de sus 7 campeonatos en la LVBP en este periodo de tiempo.

### La Guerrilla
Con los títulos, vendrían las participaciones en la Serie del Caribe, sin contar un historial de 21 clasificaciones en un período de 22 torneos, y lo más emblemático en esta divisa, el surgimiento de figuras que marcaron una época en el club, casi todos firmados por Padrón Panza. Entre ellos: Ángel Bravo, Luis Salazar, Oswaldo Guillén, Juan Francisco Monasterios, Gustavo Polidor, Luis Lunar, Enzo Hernández, Luis Mercedes Sánchez, José Herrera, Argenis Salazar, Carlos "Café" Martínez, Raúl Pérez Tovar, Norman Carrasco, Andrés Espinoza, Alfredo Pedrique y Felipe Lira. (los tres primeros de la lista miembros de Salón de la fama y museo del béisbol venezolano) y el empeño en traer jugadores extranjeros como Luis Tiant, Marcelino López, Pat Corrales, Mike Hedlund, José Cardenal, Paul Casanova, Hal McRae, Ken Forsch, Jim Rooker, Darold Knowles, Lou Piniella, Leroy Stanton, Darryl Strawberry, Al Bumbry, Rich Cerone, Rollie Fingers, Tom House, Larry Gura, Clarence Gaston, Clint Hurdle, Andruw Jones, Chad Curtis, John Wathan y Pat Kelly, entre otros.
Esa importante base de jugadores que más tarde fue conocido como «La guerrilla». La famosa y tan nombrada Guerrilla de los años 1980, quizás considerada como uno de los mejores grupos de peloteros jamás visto en la historia de la liga, tanto por la forma de cómo jugaban como por los campeonatos obtenidos.
La guerrilla llegó a jugar 4 finales en las temporadas 1982-1983 contra Leones final jugada a 6 partidos (ganó 4-2), 1984-1985 contra Tigres final jugada a 4 partidos (ganó 4-0), 1985-1986 contra Leones final jugada a 7 partidos (ganó 4-3) y 1986-1987 contra Leones final jugada a 4 partidos (perdió 0-4), el título de la temporada 1985/86 había sido el último campeonato de los Tiburones hasta la temporada 2023/24.

### La tragedia de La Guaira
Padrón sufrió una larga enfermedad a partir de la década de los años 1990, que afectó el nivel de su equipo también, tanto así que no volvieron a clasificar desde 1991-1992 (donde clasificaron a pesar de tener récord negativo de 28-31 y en el round robin dejaron foja de 5-7 quedando fuera de la final). En la temporada 1993-1994, impusieron un récord negativo de 14 derrotas consecutivas, lo que les valió su eliminación con una foja de apenas 18 victorias y 42 derrotas. En 1995 tuvieron movimientos importantes, en efecto, ese año Raúl Pérez Tovar (ficha emblema del equipo) es traspasado a Cardenales de Lara por William Cañate y también se hicieron de los servicios del fornido jardinero William Magallanes (traído desde Caribes de Oriente tras un cambio por el lanzador José Luis Ramos y el receptor Edwin Márquez); pero no se dieron los resultados esperados y terminaron en el sótano de la división oriental con foja de 25-35, además del despido del cubano Carlos Alfonzo como dirigente y posteriormente reemplazado por Mike Couche. Cabe destacar que ese mismo año fallecería su narrador más emblemático: Marco Antonio Lacavalerie y también perdería la vida trágicamente Gustavo Polidor, ficha emblemática del equipo. De igual manera se incorporaba al circuito el veterano narrador Delio Amado León, sin embargo al año siguiente también fallecería a causa de cáncer de pulmón complicado con una neumonía. 
En enero de 1999, se enfrentaron en una jornada extraordinaria para pasar al round robin semifinal. El primer encuentro terminó a su favor frente a los Tigres de Aragua, no obstante, quedan fuera al caer en la segunda jornada ante las Águilas del Zulia. En esa oportunidad fueron comandados por John McLaren, quien había dirigido en 1993-94 a los Cardenales de Lara.
Padrón Panza falleció el 1 de abril de 1999, a los 78 años de edad. El control de la franquicia fue dejado a su hijo, Pedro Padrón Briñez, también conocido como Peruchito. Sin embargo, Padrón Jr. y su hijo murieron en la Tragedia de Vargas, la cual mató a decenas de miles de personas. Marcados por las muerte de tres generaciones de sus dirigentes, los Tiburones de La Guaira intentaron repetir sus actuaciones de los años 1970 y 1980, con el mánager y exjugador Luis Salazar en la temporada 2000-2001, quien logró obtener una buena actuación logrando pasar al Round Robin, por primera vez desde la temporada 1991-1992. En abril de 2004, el equipo fue vendido a los empresarios Francisco Arocha y Antonio José Herrera quienes llevan las riendas del equipo hasta entonces. No obstante, en la temporada 2004-2005, el equipo batió su propio récord de derrotas al hilo con 15, lo que motivó el despido de Jesús Alfaro como dirigente siendo reemplazado por Luis Aparicio y Russell Vásquez, quienes nada pudieron hacer ante la inevitable eliminación.

### De vuelta a la competencia
Desde entonces, los Tiburones tuvieron un gran protagonismo a partir de la temporada 2007-2008. Con Carlos Subero como mánager, los escualos lograron clasificar tres temporadas seguidas al round robin; en todas esas ocasiones los salados finalizaron en el tercer lugar, destacando la temporada 2008-2009 donde llegaron a una jornada extra contra los Tigres de Aragua y Leones del Caracas al terminar los tres equipos con récord final de (9 victorias y 7 derrotas) y con solo dos cupos para la gran final, jornada que dejó al equipo guaireño fuera de la final a pesar de haber estado muy cerca. Desde la temporada 2010-2011 Carlos Subero dejó de ser el mánager del equipo tras una racha negativa, siendo reemplazado por Phil Regan (quien no logró triunfo alguno) y éste a su vez fue sustituido por Marco Davalillo cuando ya estaban eliminados.

### Una final después de 25 años
En la temporada 2011-2012 terminaron en el primer lugar de la ronda regular con un récord de 37 ganados y 26 perdidos, posteriormente quedaron en el Round Robin empatados con los Caribes de Anzoátegui y los Navegantes del Magallanes con récord de 9 ganados y 7 perdidos, lo que produjo otra vez que se disputará una doble jornada extra el 22 de enero de 2012 pero que a diferencia de la doble jornada extra de la temporada 2008-2009 en la que solo habría un eliminado en ésta hubo dos, puesto que los Tigres de Aragua ya estaban clasificados a la final con récord de 10 ganados y 6 perdidos. La jornada extra se jugó en el Estadio Universitario en el que los escualos fueron los favorecidos por haber sido primeros en la ronda regular de esa temporada en la que Caribes y Magallanes se enfrentaron a primera hora en donde ganaron «los turcos» con marcador de 6 a 5 y que luego a segunda hora el Magallanes se enfrentó a Tiburones en el que el equipo escualo venció por un abultado marcador de 16 a 1 y con el que finalmente los Tiburones llegaron a la final, siendo ésta su primera final luego de 25 años. Esta final contra el equipo aragüeño la terminarían perdiendo en seis juegos. En aquella oportunidad los dirigió Marco Davalillo.

### Años recientes
Desde entonces, han recibido un total de 12 premios a nivel individual, destacando una seguidilla de 4 Novato del Año al hilo que mantuvieron hasta la temporada 2014-2015, y 4 al Jugador más valioso (3 de ellos seguidos) y a nivel colectivo el equipo clasificó en 5 de las siguientes 10 temporadas destacando en la temporada 2019-20 quedando en esta última de primeros en la temporada regular pero sin poder llegar a la final tras caer barrido en una polémica semifinal ante Caribes de Anzoátegui. En esa oportunidad fueron dirigidos por Renny Osuna, que fue nombrado Manager del Año. Osuna fue cesanteado luego de un altercado con un árbitro en dicha instancia semifinal.
En el año 2022, Antonio Herrera, propietario y presidente del equipo, confirmó un proceso muy avanzado de compra o venta de la franquicia, aunque no señaló qué tiempo podría tomar la concreción de esta operación, ni quienes podrían ser los nuevos dueños del conjunto guairista.
El 21 de enero de 2023, los salados dirigidos por Henry Blanco consiguieron su pase a la final de la temporada 2022-23 contra los Leones del Caracas, esto tras 11 años de no llegar a dicha instancia. Sin embargo, la victoria fue para los Leones en 6 compromisos (quienes incidentalmente venían de una sequía de 13 años sin obtener campeonato alguno).

### La nueva era y primer título en 38 años
Los Tiburones de La Guaira obtuvieron su primer campeonato desde la temporada 1985-86 y el octavo de la historia, al derrotar a los Cardenales de Lara en la final de la zafra 2023-24 en cinco partidos y coronando una espectacular postemporada (12-4 en el Round Robin, 4-1 en la Final) acabando así con una sequía de 38 años sin ganar un título, implantando también un récord en la Liga (hasta el año 2004 la sequía más larga era la de los Tigres de Aragua que no se coronaban desde el año 1976, 28 años sin campeonatos). Su mánager fue el histórico Oswaldo Guillén quien pasó a ser el primer y único estratega en coronarse tanto en Major League Baseball con los Chicago White Sox (2005) como en la LVBP con los escualos (2023-2024).
Y por si eso fuera poco, el equipo (con Oswaldo Guillén como manager) acabó también con la sequía de 15 años sin que Venezuela ganara un título de la Serie del Caribe, ya que se apoderó del trofeo del clásico caribeño al terminar con registro de 7 victorias con 1 derrota, y tras vencer en la final de la Serie del Caribe 2024 con marcador de 3-0 al representante de la República Dominicana, los Tigres del Licey. Siendo así el primer campeonato de Serie del Caribe en la historia de los litoralenses.

## Estadio

### Estadio Universitario de Caracas

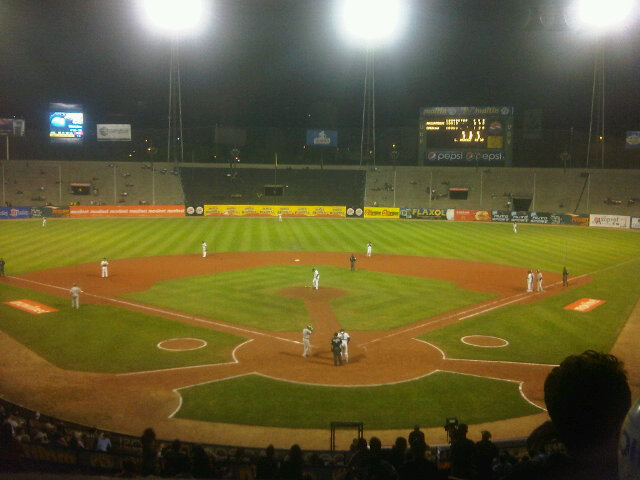
Juego en el Estadio Universitario.

El Estadio Universitario de la Universidad Central de Venezuela era de 30.000 personas sentadas incluyendo la zona negra. Para ajustar el estadio a las condiciones de un Campo de béisbol, se restringió la parte central de las gradas, colocando allí la llamada zona negra, que permite una mejor visibilidad al receptor y al bateador en turno. Esta zona negra varía según el estadio de béisbol, en el caso del parque de la UCV, es amplia. Además se ha recibido algunas remodelaciones como la colocación de los palcos vip detrás del home y unos palcos de terreno cercanos a los bullpen, adicionalmente se le ha integrado nuevas sillas fuera del área techada para brindar mayor comodidad en la zona lateral, su aforo actual con todos estos cambios se ubica, para los juegos de béisbol profesional y sin incluir personas en la zona negra, 20.900 personas sentadas. Las primeras obras de adiciones se llevaron a cabo de cara a la realización de los Juegos Panamericanos de Caracas en 1983. Actualmente su funcionamiento y mantenimiento lo lleva la Fundación UCV. Es sede del equipo de béisbol profesional: Tiburones de La Guaira y anteriormente fue de Leones del Caracas (tras la mudanza de éste al Estadio Monumental Simón Bolívar). Sus dimensiones actuales son: 347 pie por las bandas y 385 pie por el centro.
El parque ucevista es el diamante más antiguo de los nueve escenarios en los que actualmente se disputan los torneos de la LVBP. Le siguen en orden los estadios de Estadio José Bernardo Pérez de Valencia (1955), Estadio Nueva Esparta de Porlamar (1956), Estadio Alfonso «Chico» Carrasquel de Puerto La Cruz (1961), Estadio José Pérez Colmenares de Maracay (1965), Estadio Antonio Herrera Gutiérrez de Barquisimeto (1968), Estadio Luis Aparicio «El Grande» de Maracaibo (1968), Estadio Jorge Luis García Carneiro de Macuto (2020) y Estadio Monumental Simón Bolívar de Caracas (2023).

### Estadio Jorge Luis García Carneiro
La construcción del estadio, que originalmente iba a llevar el nombre del beisbolista Carlos «Café» Martínez, se inició durante el primer trimestre de 2013. Luego de varios retrasos e imprevistos, se inauguró el 5 de enero de 2020, en un juego de softbol entre dirigentes del gobierno nacional enfrentando a las fuerzas armadas nacionales bolivarianas. El primer juego profesional disputado en el estadio se realizó el 29 de noviembre de 2020 entre los Tiburones de La Guaira y los Tigres de Aragua, en el cual, los guaireños salieron victoriosos por 9 carreras a 1.
En enero de 2022, el estadio pasa a llamarse Estadio Jorge Luis García Carneiro en memoria del entonces gobernador del Estado La Guaira, Jorge Luis García Carneiro, quien falleció el 22 de mayo de 2021.

## Rivalidad
El equipo de los Tiburones de La Guaira al haber compartido la sede del Estadio Universitario con los Leones desde sus inicios (hasta la mudanza de éstos al Estadio Monumental Simón Bolívar), ha traído una rivalidad entre los dos equipos y sus fanaticadas, siendo llamado: «El Clásico de la Capital» o «Los Rivales Modernos», por como se conoce la rivalidad entre ambas novenas, ambos equipos han disputado 6 finales y varias series decisivas entre ellos. Las tres últimas finales: temporada 1985/86 —serie final decidida en 7 juegos que quedó a favor de los Tiburones—, temporada 1986/87 —serie final decidida en 4 juegos que quedó a favor de los Leones, incluyendo el no hit-no run de Urbano Lugo Jr. en el último desafío—, y la de la zafra 2022/23, —terminada con un nuevo campeonato para el Caracas en 6 desafíos y con un cuadrangular histórico de Harold Castro incluido en el último partido.
En la temporada de 1975-76 no se jugó béisbol en Caracas. Al no llegar a un acuerdo con la Universidad Central de Venezuela por el alquiler del Estadio Universitario, los Tiburones de La Guaira y los Leones del Caracas unieron sus rosters y participaron juntos, bajo el nombre de Llaneros de Portuguesa con sede en Acarigua. Conocidos popularmente como los Tibuleones no cumplieron con las expectativas, participando así solo esa temporada tras la solución del conflicto.

## Jugadores y cuerpo técnico

### Roster
| Tiburones de La Guaira - Roster Serie Final 2022-2023 | Tiburones de La Guaira - Roster Serie Final 2022-2023 | Tiburones de La Guaira - Roster Serie Final 2022-2023 |
| Jugadores | Jugadores | Coaches |
| --- | --- | --- |
| Lanzadores 83 Nate Antone 75 Johan Belisario 69 Sam Bordner 44 Anthony Escobar 59 Ramón García Jr 25 Junior Guerra 67 Arnaldo Hernández 33 Erick Leal 80 Aldo Montes 61 Edubray Ramos 45 Gregory Infante 64 Nelson Hernández 81 Jonathan Petit 46 Ricardo Pinto 60 Alejandro Lugo 79 Carlos Suniaga | Cácheres 37 Francisco Arcia 35 Rafael Marchán 78 Juan Fernandez Infielders 21 Ehire Adrianza 06 Ángel Aguilar 02 Alcides Escobar 05 Maikel García 10 Wilson García 58 Balbino Fuenmayor 29 Carlos Castro 52 Kelvin Melean Jardineros 27 Ronald Acuña Jr 01 Franklin Barreto 99 Danry Vásquez 74 Anthony Jimenez | Mánager Oswaldo Guillén Coaches Edgardo Alfonzo (Banca) Ricky Bones (Bullpen) Felipe Lira (Pitcheo) Nestor Smith (Bateo) Ray Olmedo (Primera base) Jorge Cortes (Tercera base) |
| Roster actualizado el 30 de enero de 2023 | | |

### Miembros del Salón de la Fama
Jugadores de Tiburones de La Guaira miembros del Salón de la Fama
Afiliación de acuerdo con el Salón de la fama y museo del béisbol venezolano
- Luis Aparicio
- Luis Tiant'
- José Antonio Casanova ‡
- Aurelio Monteagudo
- Remigio Hermoso
- Oswaldo Blanco
- Oswaldo Guillén ‡
- Ángel Bravo
- Luis Salazar‡

Notas:

Los jugadores que figuran en negrita aparecen en el Salón de la Fama con la insignia de Tiburones de La Guaira.

‡ – Exaltado como jugador, también jugó para Tiburones como mánager.

### Distinciones y récords
| Premio                                                                       | Ganador | Temporada |
| ---------------------------------------------------------------------------- | --- | --- |
| Mánager del Año                                                              | - Marcos Davalillo - Renny Osuna | - 2011-2012 - 2019-20 |
| Productor del Año                                                            | - Chad Curtis - Carlos "Café" Martínez - Carlos "Café" Martínez - Chris Jones - Álex Cabrera | - 1991-1992 - 1994-1995 - 1995-1996 - 2000-2001 - 2013-2014                                                                                                 |
| Receptor del Año                                                             | - Héctor Sánchez | - 2011-2012 |
| Cerrador del Año                                                             | - Gregory Infante | - 2019-20 |
| Regreso del Año                                                              | - Luis Salazar - Carlos Martínez Café - Liu Rodríguez - Wilfredo Romero | - 1986-1987 - 1994-1995 - 2003-2004 - 2008-2009 |
| Novato del Año                                                               | - Juan Quintana - Romo Blanco - Juan Monasterios - Gustavo Polidor - Argenis Salazar - Norman Carrasco - Carlos Mendonza - Francisco Rodríguez - Maximiliano Ramírez - Héctor Sánchez - Salvador Pérez - Carlos Sánchez - Odubel Herrera | - 1963-1964 - 1973-1974 - 1976-1977 - 1980-1981 - 1981-1982 - 1982-1983 - 2000-2001 - 2003-2004 - 2008-2009 - 2011-2012 - 2012-2013 - 2013-2014 - 2014-2015 |
| Jugador Más Valioso                                                          | - Luis Salazar - Chad Curtis - Chris Jones - Gregor Blanco - Álex Cabrera - Odubel Herrera - Álex Cabrera | - 1987-1988 - 1991-1992 - 2000-2001 - 2011-2012 - 2013-2014 - 2014-2015 - 2015-2016                                                                         |
| Jugador más valioso de la final de la Liga Venezolana de Béisbol Profesional | - Ricardo Pinto | - Liga Venezolana de Béisbol Profesional 2023-24 |

#### Triple coronas
- 1964-1965: Darold Knowles ganó la Triple coronas de pitcheo.
- 2013-2014: Alex Cabrera ganó la Triple coronas de bateo.[29]

## Números retirados
| Número | Persona                | Posición | Retirado | País      |
| ------ | ---------------------- | -------- | -------- | --------- |
| 3      | Luis Salazar           | SS       | 1993     | Venezuela |
| 8      | Ángel Bravo            | OF       | 1978     | Venezuela |
| 11     | Luis Aparicio          | SS       | 1968     | Venezuela |
| 13     | Oswaldo Guillén        | SS       | 2000     | Venezuela |
| 14     | Gustavo Polidor        | SS       | 1995     | Venezuela |
| 21     | Alfredo Pedrique       | IF       | 2003     | Venezuela |
| 24     | Raúl Pérez Tovar       | OF       | 1996     | Venezuela |
| 28     | Aurelio Monteagudo     | P        | 1982     | Cuba      |
| 40     | Carlos "Café" Martínez | OF       | 1997     | Venezuela |
| 34     | Felipe Lira            | P        | 2008     | Venezuela |

## Palmarés
- Liga Venezolana de Béisbol Profesional:
  - Campeón (8):[30] 1964–1965, 1965–1966, 1968–1969, 1970–1971, 1982–1983, 1984–1985, 1985–1986 y 2023-2024
  - Subcampeón (7): 1966-1967, 1969-1970, 1971-1972, 1976-1977, 1986-1987, 2011-2012 y 2022-2023

- Serie del Caribe:
  - Campeón (1): 2024
  - Subcampeón (2): 1983 y 1986